# Wouro Bellabé
Wouro Bellabé ist ein Weiler im Arrondissement Niamey V der Stadt Niamey in Niger.

## Geographie
Der Weiler befindet sich am westlichen Rand des ländlichen Gebiets von Niamey V. Zu den umliegenden Weilern zählen Tillititogol im Norden, Kariel II im Nordosten, Hama Gatio im Osten und Tchéna Thayia im Südwesten. Westlich von Tillititogol liegt die Landgemeinde Bitinkodji. Beim Weiler verläuft das 17 Kilometer lange Trockental Kourtéré Gorou, das hinter Kourtéré in den Fluss Niger mündet.

## Bevölkerung
Bei der Volkszählung 2012 hatte Wouro Bellabé 100 Einwohner, die in 16 Haushalten lebten. Bei der Volkszählung 2001 betrug die Einwohnerzahl 58 in 9 Haushalten.